# Club Kōyū
El Club Kōyū (公友倶楽部 Kōyū Kurabu?,  «Club de la Amistad») fue un partido político de Japón que existió a inicios de la era Taisho.

## Historia
El partido se formó para participar en las elecciones generales de marzo de 1915 con el nombre Okuma Kōenkai, un grupo de graduados de la Universidad de Waseda que hicieron campaña para el Primer Ministro Ōkuma Shigenobu. Ganó doce escaños, y al ingresar a la Cámara de Representantes, se convirtió en el Mushozoku Dan (Grupo Independiente), con otros 45 miembros de la Dieta Nacional que se unieron a él.
En noviembre, el grupo pasó a llamarse Club Kōyū, momento en el que tenía 56 miembros de la Dieta. Estuvo involucrado en conversaciones sobre la formación del Kenseikai en septiembre de 1916, aunque solo alrededor de la mitad del Club Kōyū se unió a la nueva formación. El Club Kōyū continuó existiendo hasta diciembre, momento en el que se fusionó con un grupo de independientes para formar el Kōseikai.